# Ectropis excellens
Ectropis excellens là một loài bướm đêm trong họ Geometridae.